# Cầu Storebælt
Cầu Storebælt (Cầu Eo biển lớn, tiếng Đan Mạch: Storebæltsbroen) - cùng với một đoạn đường hầm kép dành cho xe lửa dài 8.024 m - là khâu nối giao thông cố định giữa đảo Fyn với đảo Zealand của Đan Mạch. Sau hàng thập kỷ bàn bạc, năm 1986 quốc hội Đan Mạch đã quyết định việc xây dựng cầu và đường hầm giao thông, thay thế cho việc giao thông qua Eo biển Storebælt bằng tàu phà từ hàng trăm năm trước, phải mất hàng giờ. Ngày nay, xe chạy qua cầu chỉ mất dưới 15 phút.

## Cấu trúc
Cầu gồm có 2 phần, bắc qua đảo nhỏ Sprogø (rộng 1,52 km²) gồm phần phía đông và phần phía tây. Cầu phía tây (cũng gọi là cầu thấp) được xây dựng từ năm 1989 tới năm 1994, có chiều dài 6.611 m, có 4 lằn xe giao thông rộng 25 m, bắt đầu từ Nyborg (đảo Fyn) tới đảo nhỏ Sprogø. Cầu này được xây trên các cột bê tông. Song song với cầu này là một cầu dành riêng cho xe lửa với 2 đường ray.
Cầu phía đông (cũng gọi là cầu cao) là cầu treo được xây từ năm 1991 tới năm 1998, nối tiếp cầu phía tây, từ đảo Sprogø tới Korsør (đảo Zealand), có chiều dài 6.790 m, mặt đường rộng 31 m. Nhịp cầu treo ở giữa dài 1.624 m là nhịp cầu treo dài thứ ba trên thế giới (sau nhịp cầu treo của cầu Akashi-Kaikyo của Nhật Bản dài 1.991 m và nhịp cầu treo của cầu Xihoumen (Trung Quốc) dài 1.650 m). Ở điểm cao nhất, mặt cầu cao hơn mặt nước biển khoảng 70 m, nhằm để cho các tàu thủy giao thông qua cầu. Các cột mang cáp treo của cầu cao 254 m, là các điểm cao nhất Đan Mạch.
Tổng cộng chiều dài của phần cầu (kể cả 1 khúc đường qua đảo Sprogø) dài gần 18 km. Cầu được khánh thành ngày 14.6.1998
Trong hơn nửa năm 1998 (sau ngày khánh thành) đã có 3.700.139 lượt xe lưu thông qua cầu . Năm 1999 là 6.896.858 lượt xe . Tới năm 2006 thì số xe giao thông qua cầu đã tăng tới 10.080.148, tức trung bình khoảng 27.600 xe mỗi ngày đêm . So với lượng xe giao thông qua Cầu Oresund (giữa Đan Mạch - Thụy Điển) trung bình mỗi ngày đêm khoảng 15.800 xe, thì lượng xe giao thông qua cầu Storebælt cao hơn nhiều. Ngày có lượng xe giao thông kỷ lục là ngày Thứ Sáu 25.8.2006 với 44.610 xe.
Các xe giao thông qua cầu gồm 87% xe hơi cá nhân, 12% xe vận tải, còn lại là xe môtô và xe bus.

## Đường hầm
Từ đảo Sprogø sang Korsør, xe lửa không chạy song song với cầu treo mà phải chạy qua đường hầm kép dài 8.024 m, vì xe lửa không thể leo lên độ dốc quá cao. Đường hầm kép này được xây dựng từ năm 1988 tới năm 1996. Phần đường sắt (gồm đường hầm và cầu riêng) được khai trương vào tháng 7 năm 1997.

## Kinh phí
Tổng kinh phí xây dựng 2 cầu và khoan đường hầm kép hết 21,4 tỷ krone Đan Mạch (giá năm 1998), dự trù sẽ thu hồi vốn khoảng năm 2035 bằng việc thu lệ phí các xe qua cầu.

## Vấn đề an toàn giao thông
Cơ quan phụ trách việc giao thông của tàu thủy ở khu Eo biển Storebælt (Vessel Traffic Service Storebælt) đảm nhận việc hướng dẫn cho các tàu thủy giao thông qua cầu với việc theo dõi liên tục bằng radar. Nếu một tàu có dấu hiệu đi sai hướng thì tàu sẽ được báo động bằng vô tuyến, nếu tàu đó vẫn chưa đổi hướng thì sẽ gửi một tàu ngăn chặn tới tiếp xúc với tàu đó. Tàu ngăn chặn đã được sử dụng một lần, khi một tàu thủy có hướng tiến thẳng tới khối neo các dây cáp.
Tuy nhiên ngày 3 tháng 3 năm 2005 đã xảy ra một tai nạn do lỗi kỹ thuật và lỗi con người. Một người lái tàu say rượu đã lái tàu Karen Danielsen (3.500 tấn) đâm vào cầu thấp ở phía tây và bị mắc kẹt. Cầu bị một lỗ thủng không quan trọng ở phần bêtông mặt đường và phải đóng cửa 5 giờ.

## Thống kê số xe giao thông qua cầu hàng năm
| Năm   | Xe Mộtô | Ô tô nhỏ  | Xe vận tải | Xe bus | Tổng cộng  |
| ----- | ------- | --------- | ---------- | ------ | ---------- |
| 1998* | 29.589  | 3.296.062 | 352.920    | 21.568 | 3.700.139  |
| 1999  | 40.080  | 6.060.898 | 757.662    | 38.218 | 6.896.858  |
| 2000  | 44.474  | 6.557.241 | 885.845    | 38.455 | 7.526.015  |
| 2001  | 38.769  | 6.726.466 | 938.098    | 38.407 | 7.741.740  |
| 2002  | 43.729  | 7.018.643 | 975.867    | 37.107 | 8.075.346  |
| 2003  | 42.417  | 7.213.085 | 987.695    | 34.955 | 8.260.026  |
| 2004  | 44.709  | 7.545.290 | 1.042.392  | 34.562 | 8.666.953  |
| 2005  | 46.156  | 8.099.777 | 1.104.704  | 32.920 | 9.283.557  |
| 2006  | 50.448  | 8.792.144 | 1.203.401  | 34.155 | 10.080.148 |
| 2007  | 55.061  | 9.368.172 | 1.286.332  | 32.092 | 10.741.657 |